# Harpagidia magnetella
Harpagidia magnetella är en fjärilsart som beskrevs av Otto Staudinger 1870. Harpagidia magnetella ingår i släktet Harpagidia och familjen stävmalar. Inga underarter finns listade i Catalogue of Life.